# Свети Мина (Негуш)
„Свети Мина“ (на гръцки: Ιερός Ναός Αγίου Μηνά) е православна църква в южномакедонския град Негуш (Науса), Егейска Македония, Гърция. Храмът е енорийска църква на Берската, Негушка и Камбанийска епархия на Църквата на Гърция.
Църквата е разположена в центъра на града на мястото на унищожен на 18 август 1947 година по време на Гражданската война стар храм. Изграждането ѝ продължава от 1952 до 1972 година. Дело е на архитектите Д. Калицанцис, К. Ставринос и К. Хамилоторис. Разходите по строежа са около 15 милиона драхми и са покрити с дарения на вярващите. Църквата е открита в 1981 година при свещеник Йорданис Хадзистилис и епитропите О. Канонидис, А. Папананос, А. Папакотас и Ст. Папапхидис.
Църквата има площ от около 500 m2 и е кръстокуполен византийски храм. Изписването на църквата започва в 1989 година от зографите Ан. Ламлброс, Ст. Господинис и К. Деспудис. Стенописите са във византийски стил. Иконостасът е дървен, резбован от 1976 година и иконите са съвременни, като стилът им е възрожденски.
В сутерена на храма функционира културен център.